# Anne Arén
Anne Arén, född 29 maj 1957,  är en svensk före detta friidrottare (kortdistans- och häcklöpning). Hon tävlade för klubben IFK Helsingborg. 

## Personliga rekord
- 200 meter - 24,81 (Köpenhamn 8 augusti 1978)
- 400 meter - 53,60 (Helsingfors 12 augusti 1978)
- 400 meter häck - 58,85 (Helsingfors 13 augusti 1978)